# Veiqia

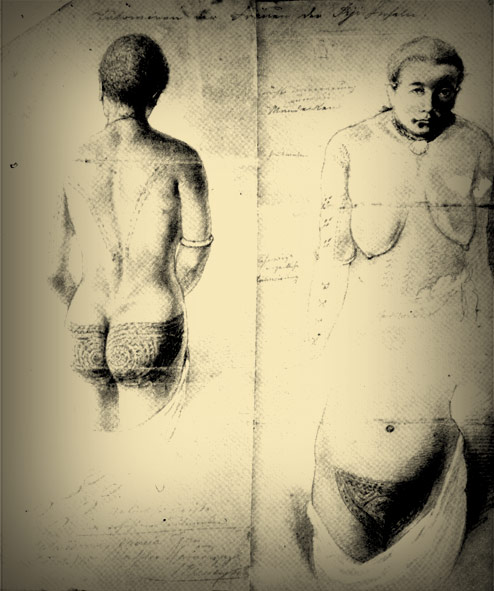
Veiqia (tatouage féminin aux Fidji), dessins de Theodor Kleinschmidt.

Veiqia, ou Weniqia, est une pratique de tatouage féminine originaire des Fidji. Les jeunes femmes reçoivent la veiqia à la puberté, souvent dans le cadre d'un long processus. Les tatouages sont appliqués par des femmes spécialisées plus âgées connues sous le nom de daubati. Des matériaux naturels sont utilisés pour les encres et pour fabriquer les outils, dont certains sont réservés à l'usage des femmes de haut statut.
La pratique est interdite sous la domination coloniale britannique au XIXe siècle mais connaît un renouveau au XXIe siècle, grâce aux travaux du Veiqia Project. Bien qu'il existe d'importantes archives sur la recherche sur le veiqia au musée des Fidji, les collections des musées occidentaux contiennent davantage d'objets liés à cette pratique.

## Description
Veiqia est une forme traditionnelle de tatouage réservée aux femmes des Fidji. Généralement, une fois que les jeunes femmes dépassent l'âge de la puberté, elles reçoivent la veiqia, souvent au niveau de l'aine et sur les fesses — des zones qui seraient normalement couvertes par un liku (jupe à franges) — mais aussi près de la bouche,. Le marquage de la zone pubienne est enregistré dans le village de Nabukeru, sur l'île de Yasawa. D'autres variations régionales limitent la veiqia à la seule zone couverte par un liku, par exemple à Ba et Rewa ; dans les hauts plateaux de Viti Levu, la veiqia s'étend jusqu'aux hanches, de sorte que les marques sont visibles au-dessus et au-dessous du liku.
Les motifs veiqia sont géométriques et similaires à ceux imprimés sur du tissu d'écorce tel que le tapa ou incisés sur des armes décorées, telles que des massues Les créations sont significatives et expriment l’identité culturelle à travers leurs formes. Selon l'administrateur colonial britannique Adolph Brewster, la veiqia autour de la bouche peut être soit « un petit cercle allongé ou une ellipse de chaque côté de la bouche », soit « un large balayage autour de la bouche, y compris la lèvre supérieure ».

## Rituel
Les dauveiqia (également daubati - tatoueurs) sont des femmes âgées expertes, qui sont tenues en haute estime dans la société fidjienne,. La jeune femme qui devait se faire tatouer devait payer la dauveqia en masi, tabua ou liku.
Les préparations pour le veiqia varient selon les régions : près de la rivière Wainimala, aucune préparation n'est entreprise, mais dans le district de Noiemalu, les zones pelviennes à tatouer sont reposées trois jours auparavant, puis la peau est massée avant le marquage. Dans certaines régions, des grottes spéciales appelées qara ni veiqia sont utilisées comme lieu du rituel. Le processus peut prendre plusieurs semaines, voire plusieurs mois, car il est extrêmement douloureux. Ce n'est qu'une fois les veiqia pour l'aine et les fesses terminées que des dessins autour de la bouche sont réalisés. Plusieurs jours après la fin de la veiqia, il y a une fête cérémonielle.

## Instruments
Les outils utilisés présentent des variations régionales. Dans le district de Noiemalu, sur l'île Viti Levu, l'instrument s'appelle bati (mbati est une orthographe ancienne) et a la forme d'une très petite herminette, avec la lame fabriquée à partir d'une épine de citronnier. Un wau (maillet) en bois de mbeta frappe le dos du bati, ce qui perfore la peau. Le manche est en roseau. Également à Viti Levu, mais dans le district de la rivière Wainimala, une approche différente a été adoptée ; là, la peau est percée et de l'encre à base d'acacia richii est ensuite appliquée sur la plaie. Cela contraste avec d’autres méthodes, où une lame est plongée dans l’encre.
Parmi les autres matériaux utilisés pour percer la peau, on peut mentionner des dents de barracuda ou de requin, ou un peigne à dents pointues en os ou en carapace de tortue. À Rewasau, l'encre est fabriquée à partir du pin Kauri. Une encre fabriquée à partir de suie de noix de bougie brûlées est réservée aux femmes de haut statut social.

## Importance sociétale
La veiqia est marquée sur le corps des jeunes femmes au moment de la puberté, ou parfois au début des règles. Cela signale que les femmes sont disponibles pour le mariage et ont physiquement atteint la maturité sexuelle,.
La veiqia, en particulier au niveau de la bouche, pourrait être modifié à d'autres étapes de la vie des femmes, comme lors de l'accouchement — la longueur du liku serait également allongée.
Les jeunes femmes issues des familles du chef reçoivent la veiqia et le liku lorsqu'elles sont plus âgées que les jeunes femmes d'un statut social inférieur.
Si une femme meurt sans avoir reçu la veiqia, lors de l'enterrement, son corps est peint de motifs afin que les dieux ne la punissent pas dans l'au-delà.

## Mythologie

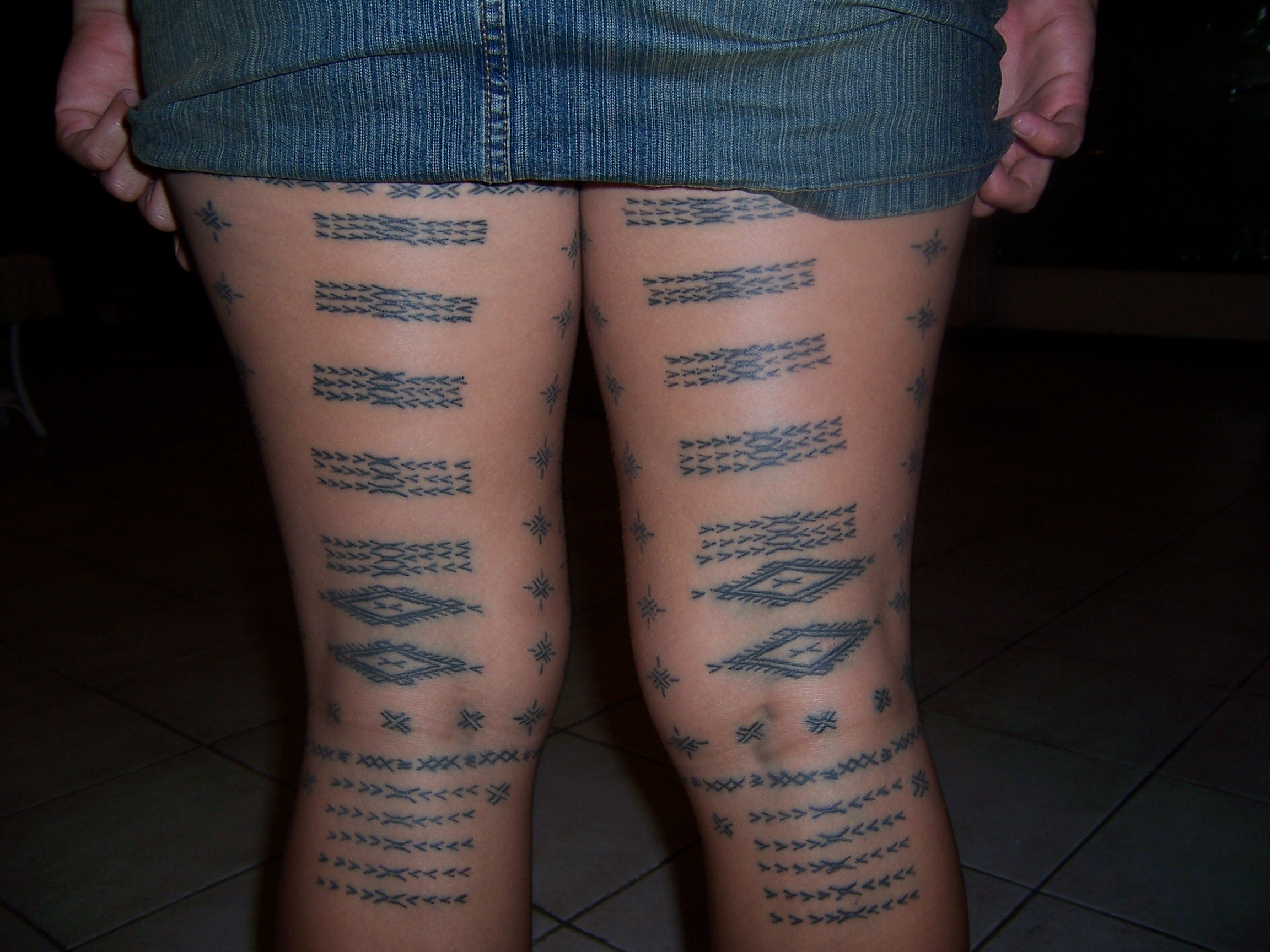
Exemple de tatouage malu.

Selon une tradition samoane, deux femmes des Fidji se sont rendues aux Samoa et ont commencé la pratique du malu. La légende raconte que les femmes étaient des jumelles siamoises, Taema (en) et Tilafaiga (en), filles de Tokilagafanua, le dieu-requin, et de sa sœur Hinatuafaga, la Lune.
Dans une autre version, Taema et Tilafaiga se sont rendues aux Fidji, où elles ont appris l'art du tatouage auprès de deux hommes, Tufou et Filelei, qui leur ont dit de « tatouer les femmes, mais pas les hommes » ; lors du voyage de retour, les jumelles auraient inversé la phrase, menant à une tradition de tatouage masculin aux Samoa.

## Histoire

### Impact de la colonisation britannique
On ignore de quand date la tradition. Avec l'introduction du christianisme sous la domination coloniale britannique, cette pratique est fortement découragée, les personnes portant les dessins étant victimisées. Les femmes fidjiennes sont encouragées à adopter des « vêtements chrétiens ». Cette pratique commence à devenir moins courante à partir des années 1850. Comme le rapporte l'Evening News, cinq femmes sont condamnées en 1871 à une amende de dix shillings pour avoir « tatoué une femme des montagnes ». L'administrateur colonial britannique Adolph Brewster a publié Hill Tribes of Fiji en 1922, dans lequel il rappelait comment, à son arrivée à Rewa et Mbua en 1870, les femmes d'âge moyen et plus âgées sont tatouées, mais pas les femmes plus jeunes. Alors que Brewster décrit les petits tatouages elliptiques sur la bouche comme « rougeâtres », il considère les mouvements plus larges autour de la bouche comme une « défiguration ».
Cependant, cette pratique se poursuit, en secret, dans plusieurs endroits éloignés jusqu'au début du XXe siècle. Notamment dans la province de Bua, où l'une des dernières femmes tatouées est Bu Anaseini Diroko. En 1933, un autre administrateur colonial, George Kingsley Roth, écrit que le tatouage aux Fidji est « un art du passé », même s'il se poursuit « subrepticement » dans les provinces de Ra et Macuata.
Il est important de reconnaître également que l’histoire et la pratique du veiqia sont largement enregistrées par des personnes qui ne sont pas indigènes des Fidji. C'est par exemple le cas de l'anthropologue Anne Buckland, qui a publié un article en 1888 sur la transmission du tatouage des Fidji aux Samoa.

### Résurgence
En 2015, les commissaires Tarisi Vunidilo (en) et Ema Tavola, aux côtés des artistes Joana Monolagi, Donita Hulme, Margaret Aull (en), Luisa Tora et Dulcie Stewart (arrière-petite-fille de Bu Anaseini Diroko), entreprennent un projet de recherche pour mieux comprendre la veiqia et sa signification personnelle pour elles. Travaillant en collectif, sous le titre The Veiqia Project, le groupe se rend à Suva pour examiner les collections du musée et parler aux dirigeants communautaires. Leurs œuvres sont exposées à la St Paul Street Gallery à Auckland en 2016. En 2017, le collectif organise une exposition sur la veiqia au Fiji Museum. Un autre volet du travail du collectif, organisé par Luisa Tora, est exposé à Christchurch en 2021 et s'intitule iLakolako ni weniqia : a Veiqia Project Exhibition.
Le travail du projet Veiqia a suscité un regain d'intérêt pour la pratique du tatouage, et un certain nombre de jeunes femmes fidjiennes en particulier adoptent le veiqia, parmi lesquelles Julia Mage'au Gray.

## Conservation dans les musées
Au cours du XIXe siècle, les liku et les archives de veiqia ont commencé à être collectées par des non-Fidjiens. Comme l’a observé l’anthropologue Karen Jacobs, « le corps tatoué est difficile à collectionner ». Le plus grand enregistrement de veiqia a été réalisé par Anatole von Hügel (en), qui est devenu le premier conservateur du Musée d'Archéologie et Anthropologie (en) de l'Université de Cambridge, où se trouvent les archives. Tandis que von Hügel faisait des dessins sur le terrain, des femmes fidjiennes dessinaient et enregistraient également des veiqia pour lui. Grâce à une comparaison minutieuse des dessins d'archives et des carnets de von Hügel, les objets et les dessins ont été reliés aux noms des femmes dont les veiqia ont été enregistrées. Une femme, Laniana, dont les veiqia sont enregistrées, a également voyagé avec von Hügel de 1875 à 1876.
En 1981, le directeur du Musée des Fidji, Fergus Clunie, et son collègue Walesi Ligairi, ont enregistré la veiqia de cinq femmes de quatre-vingts ans à Vanua Levu. Les femmes ont toutes été tatouées entre 1908 et 1911 par Rabali, surnommée la « dernière daubauti ». Les femmes ont choisi de rester anonymisées une fois le dossier de leur veiqia créé, afin d'épargner à leurs familles tout embarras.
Le musée d'Australie du Sud possède des bati (instruments de tatouage) dans sa collection. D'autres musées ont également collecté du matériel similaire : le Musée d'Auckland, le Pitt Rivers Museum et le Musée Peabody Essex.